# Geniere (1938)
«Дженьєре» (італ. Geniere) — військовий корабель, ескадрений міноносець 1-ї серії типу «Сольдаті» Королівських ВМС Італії за часів Другої світової війни.
«Дженьєре» був закладений 26 лютого 1937 року на верфі компанії Odero-Terni-Orlando в Ліворно. 27 лютого 1938 року есмінець спустили на воду, а 14 грудня 1938 року він увійшов до складу Королівських ВМС Італії.
Есмінець брав активну участь у битвах Другої світової війни на Середземноморському театрі дій, бився в боях біля Калабрії, мису Пассеро, у битві другій битві в затоці Сидра, супроводжував італійські та переслідував ворожі конвої транспортних суден.
1 березня 1943 року потоплений американською авіацією, коли був у сухому доці в Палермо.